# Slåtterblomma
Slåtterblomma (Parnassia palustris L.), ibland kallad slåtterblomster, är en liten flerårig ört inom släktet Parnassia och familjen Celastraceae.

## Beskrivning
3–6 cm långa blad med långa skaft sitter i rosett intill marken. Antalet varierar mellan 2 och 12. Högre upp kan även mindre blad förekomma.
Blommorna är 22–30 mm i diameter; i sällsynta fall kan de bli något större. De mörkt violettbruna kalkbladen är något kortare än kronbladen: 5–8 mm långa och 3–5 mm breda och försedda med spridda svarta fläckar.
Kronbladen har genomskinliga nerver.
I varje blomma en pistill med fyra märken, och ståndare ordnande i fem grupper, med cirka tio ståndare i var grupp. Bara fem av ståndarna är fertila.
Blomningstid i Sverige juni–september. I sydligare trakter kan blomningen börja redan i maj.
Slåtterblomma förekommer i två former, diploid (sydlig typ med kromosomtal 2n = 18) och tetraploid (nordlig typ med kromosomtal 2n = 36).

## Biotop
Fuktig kalkrik mark, såsom stränder och betade fuktängar.

## Etymologi
- Släktnamnet Parnassia användes av den grekiske naturforskaren Pedanius Dioskorides som namn på en växt som fanns i Parnassos, ett bergigt område i mellersta Grekland. Exakt vilken den växtens art var är oklart.
- Artepitetet palustris = växer i kärr, av latin palus = kärr.
- Det svenska namnet slåtterblomma kommer av att den enligt gammal sed med sin blomning visar att traktens slåttertid är inne. Andra blommor med slåtter som förled i namnet har gett samma signal vid "rättan tid".

## Bygdemål
| Namn         | Trakt              | Referens |
| ------------ | ------------------ | -------- |
| Hjerteblomma | Dalsland, Värmland | [ 2 ]    |
| Hjärtblad    |                    |          |
| Jåblom       | Norge              |          |
| Leverurt     | Danmark            |          |
| Vitvisil     | —                  | [ 3 ]    |

## Bilder

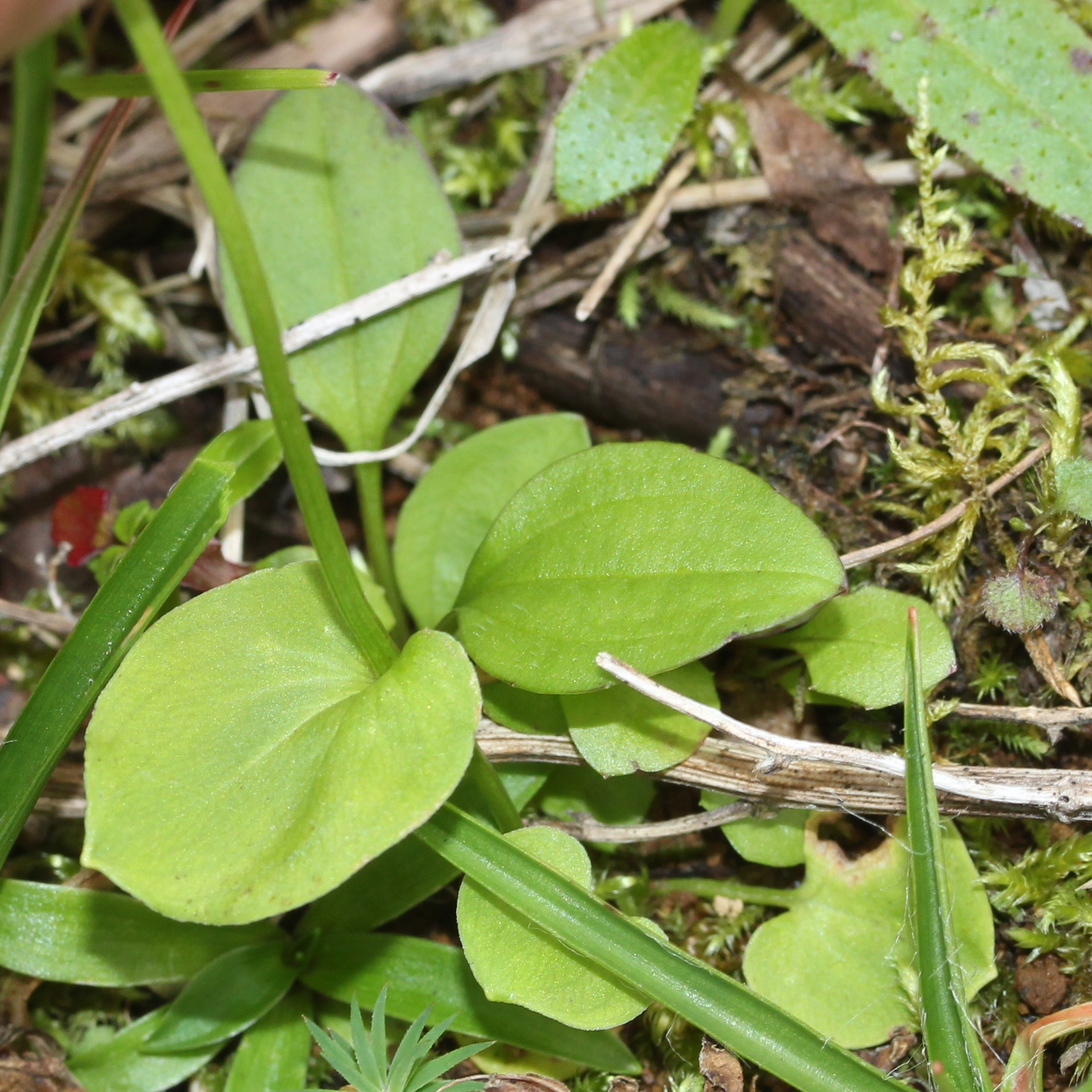
Blad
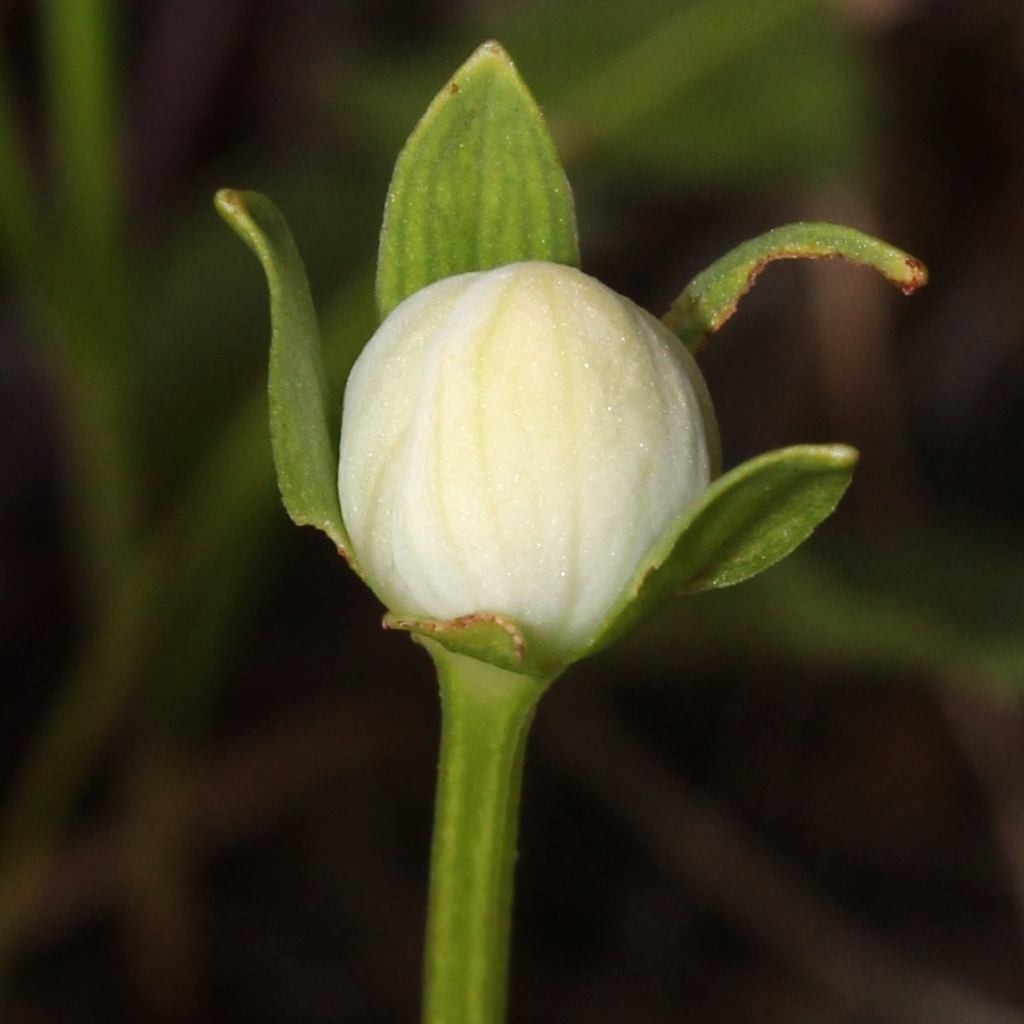
Knopp
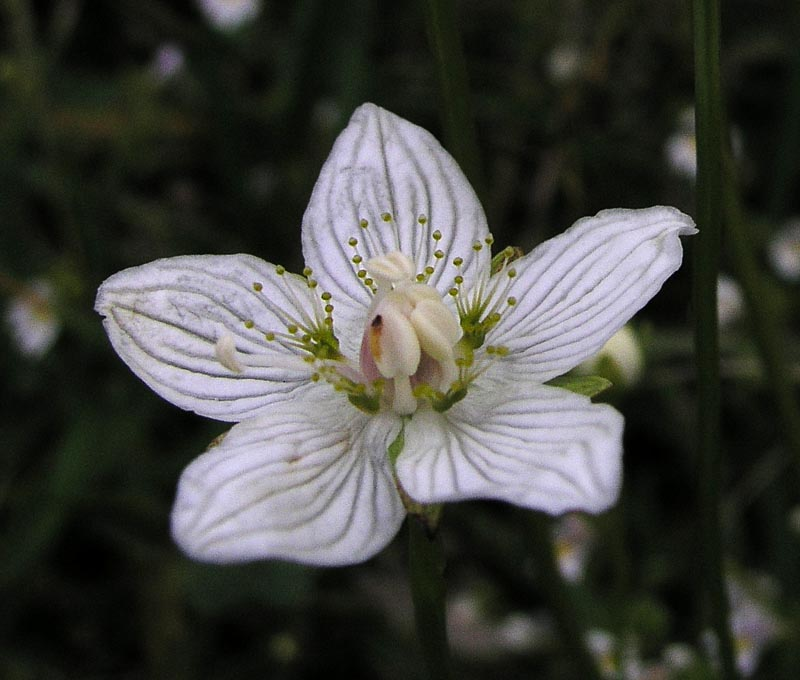
En två dagar gammal blomma
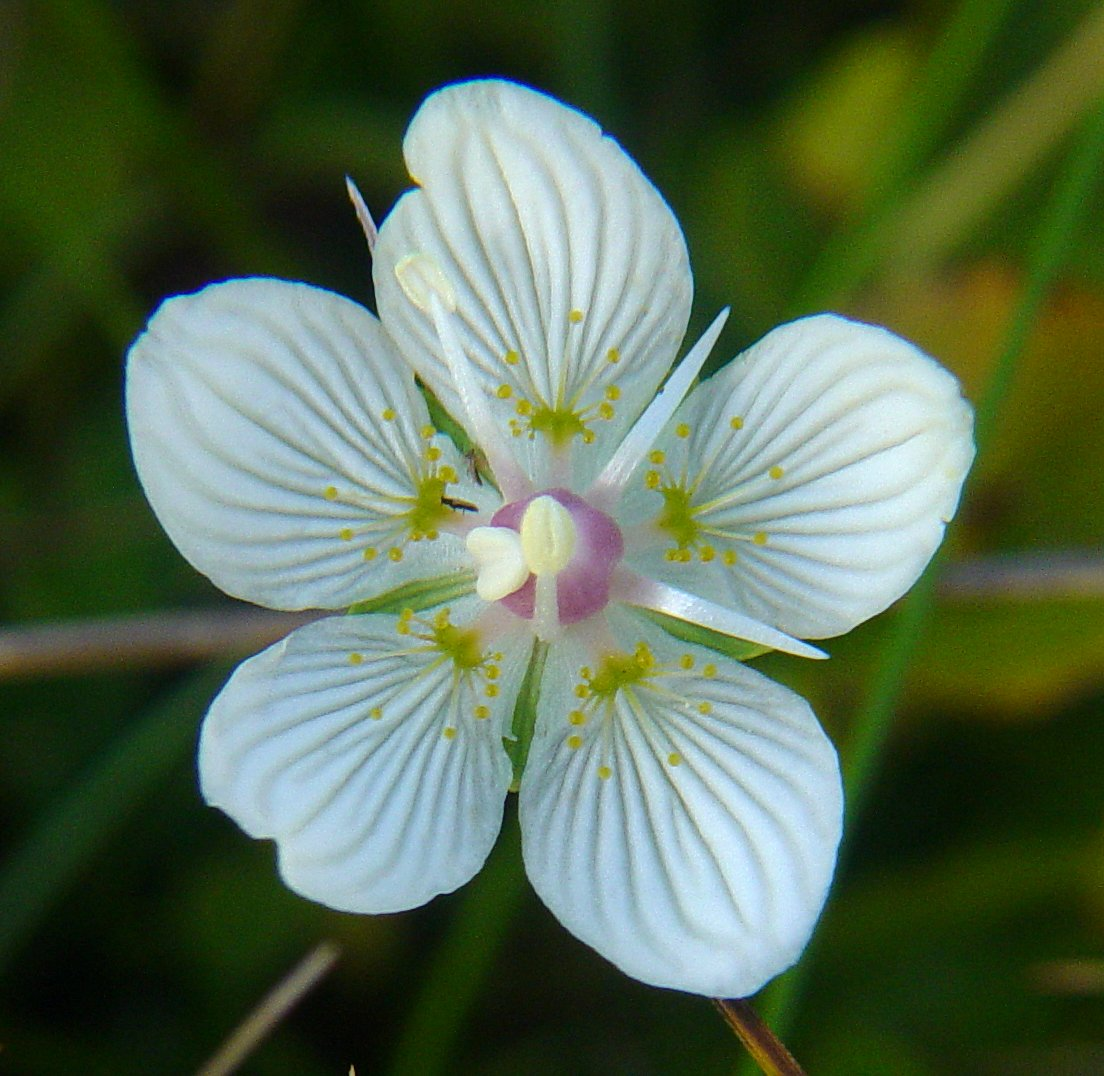
En fyra dagar gammal blomma
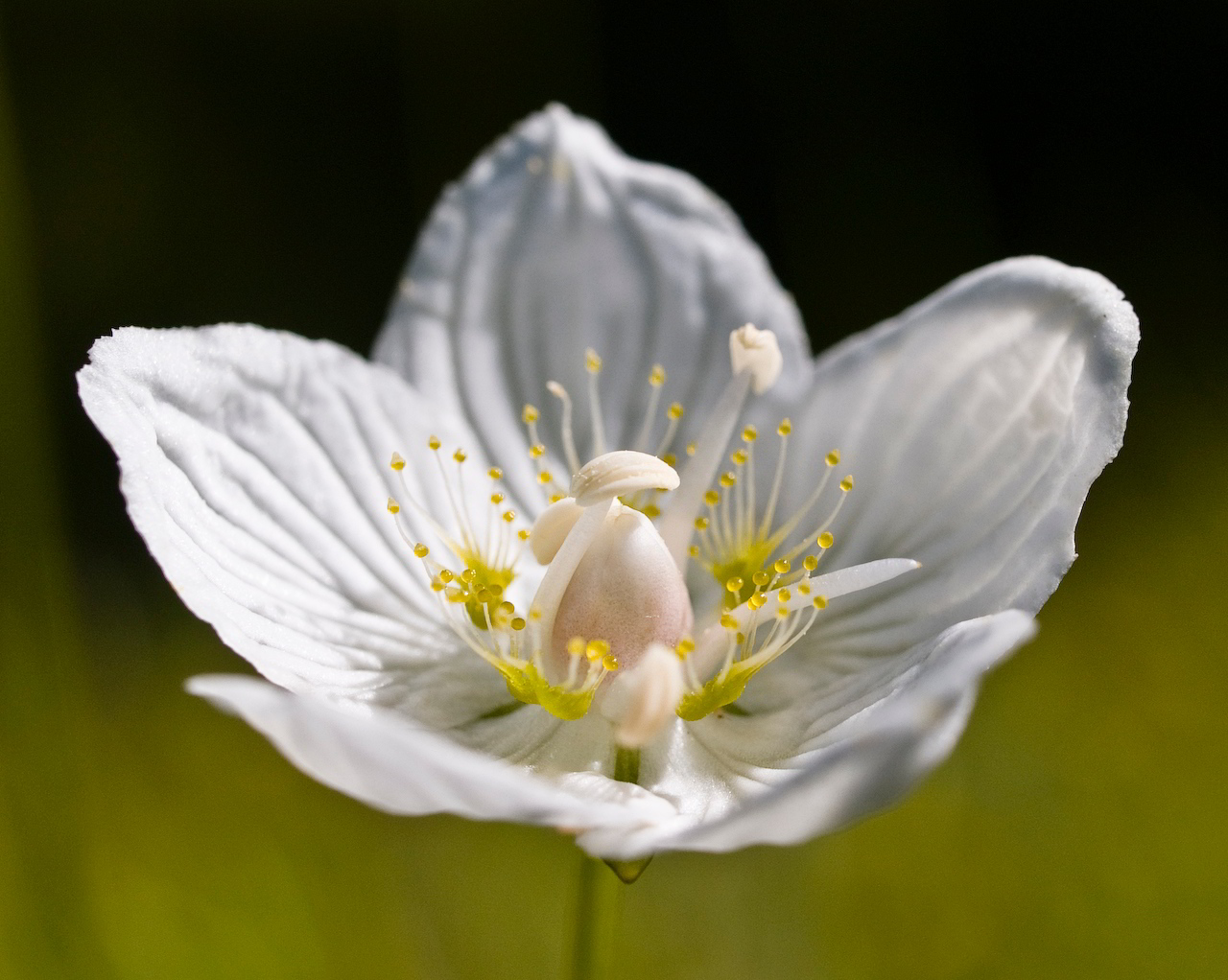
En 15 dagar gammal blomma Mellan ståndarna sitter ljusgröna nektarier
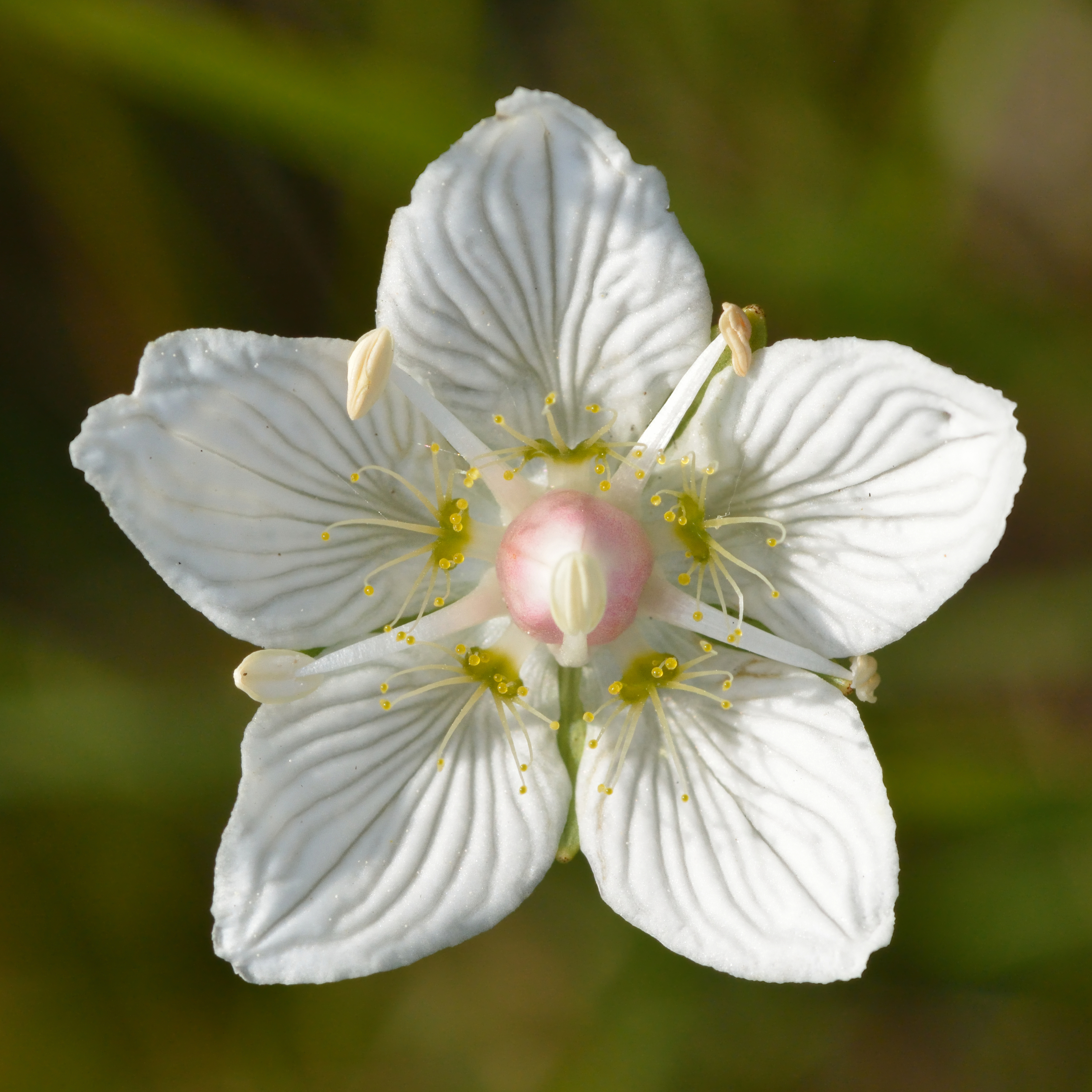
Fullt utslagen blomma
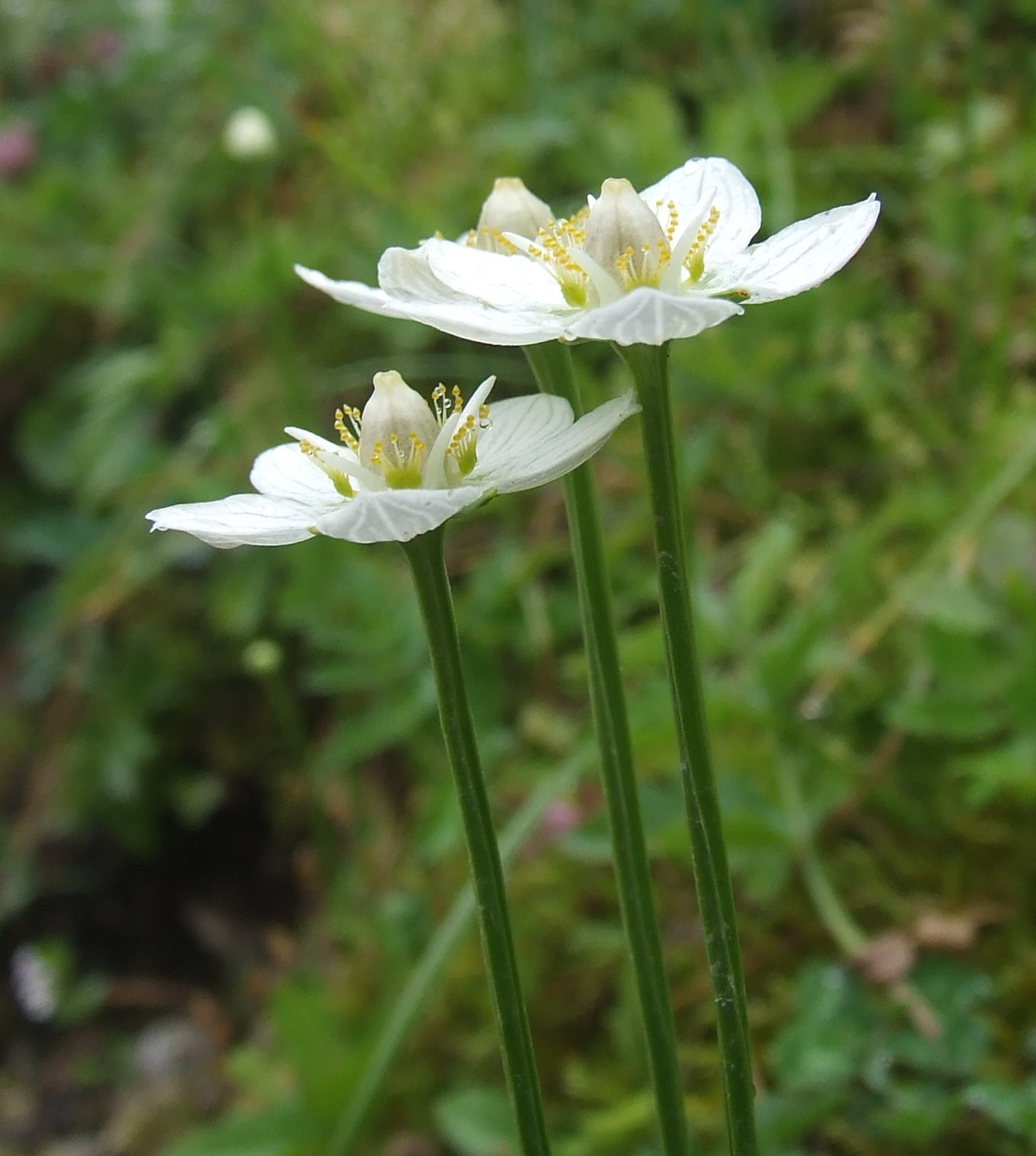
Fullt utslagna blommor, sedda från sidan
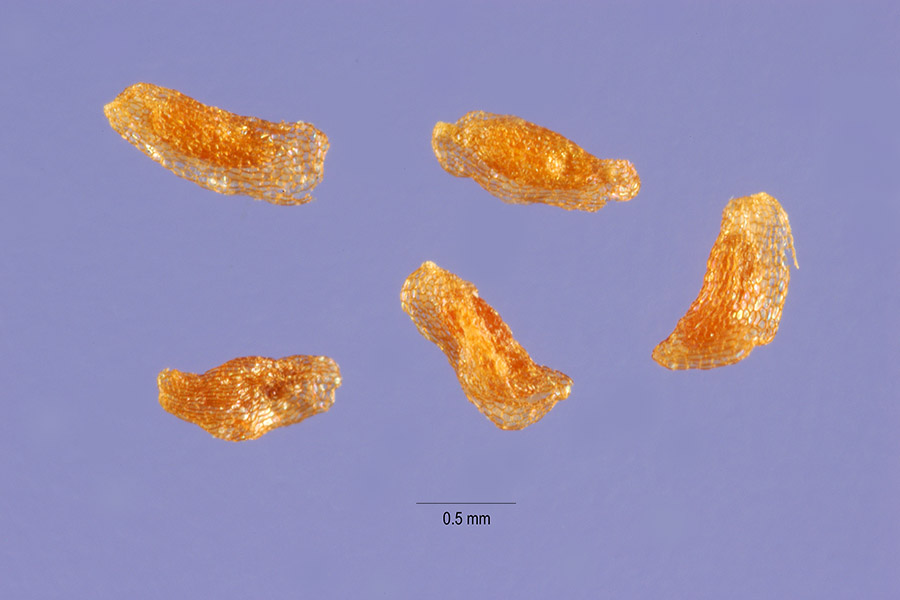
Frön Lägg märke till skalan nedtill, i mitten
Blomdiagram